# 중화인민공화국 국가안전부
국가안전부(Ministry of State Security(MSS), 国家安全部)는 중화인민공화국(비군사적 이해관계 지역)의 정보 및 보안기관으로, 대지능, 외교안보, 정치적 보안을 담당한다.
국가안보 뿐만 아니라 국내의 일반적인 보안 업무에도 관여한다. 국가안전부는 1983년 공안부 내의 일부 부서와 당내의 내사 및 내부 안전을 담당한 중앙조사부의 일부 기능, 군 총참모부의 일부 인력을 통합해 설립됐다. 개혁•개방 정책에 따라 외국인의 입국 및 내국인의 출국이 폭발적으로 증가함에 따라 조직적인 방첩 및 간첩 활동을 벌이기 위한 것으로 풀이된다. 17개의 공작국과 10여개의 행정지원국으로 편성돼 있는 것으로 전해진다. 베이징에 본사를 두고 있다.

## 역사
현대 MSS의 선구자는 1949년 집권하기 전 중국 공산당의 1차 정보기관인 중앙사회부(CDSA)였다.
CDSA는 중국 북부 산시성 옌안의 공산주의 기지 지역에서 1937~45년 제2차 청일전쟁 동안 운영되었다. CDSA는 CPC에 뉴스 보도를 바탕으로 세계 정세에 대한 평가를 제공하고, 1946-49년 중국 내전 당시 민족주의 세력에 대항해 중요했던 것으로 판명된 정보를 공산주의자들에게 제공했다.
CDSA는 1949년 여름에 완전히 재편성되었다. 명실공히 사라졌고, 그 중 가장 유명한 장교들 중 몇 명은 중앙공무원공무원(중국 인민공화국) 신설 이후 고위직으로 전근되었다. 구 CDSA의 일부분이 인민해방군 소관 내에 들어선 장기 전환 후, 1955년 공산당 중앙위원회 직속 기관으로 완전히 재설립되었다.
MSS는 1983년 중국 공안부의 CID와 반지능적 요소들의 통합으로 설립되었다. 최장수 비서실장 중 한 명은 베이징 출신인 지아춘왕과 미국 중앙정보국(CIA)의 팬으로 알려진 칭화대 1964년 졸업생이다. 그는 1985년부터 1998년 3월까지 국가안전보장회의(MSS)가 정밀점검을 거쳐 쉬용유 신임 국장으로 임명됐다. 지아는 10년 동안 국세청장으로서 공안부 장관으로 임명되었다.
2018년 10월, 국가안전부 부국장 예준수는 미국 검찰의 경제 스파이 활동으로 기소되었다.

## 임무
국가 안전부의 임무는 중국 공산당 중앙위원회 및 공안부 장관의 정치 및 법률위원회 사무 총장 인 Liu Fuzhi에 따르면 "중국의 사회주의 체제를 파괴하거나 전복시키기 위해 고안된 반역자, 정탐꾼, 그리고 반 혁명적 활동과 같은 적에 대한 효과적인 조치를 통해 국가의 안보를 보장하는 것"이다. Liu는 국가 안전부의 가장 중요한 임무는 "중국 국민들이 공산당의 지시를 따르도록 통제하는 것"이라고 밝혔다.

## 활동
2009년 3월 전 MSS 작전 책임자인 Li Fengzhi는 인터뷰에서 MSS가 방첩, 다른 나라의 비밀 및 기술 수집 및 중국 내 내부 의견 모독에 연루되어 있다고 워싱턴 타임스에 전했다. Li에 따르면, 내부 억압에는 비공식적인 기독교 교회 및 불법 파룬궁 종교 단체에 대한 노력과 중국의 인구가 해외에서 무슨 일이 일어나고 있는지 알지 못하도록 인터넷을 검열하는 것이 포함되어있다.
1980년대 CIA의 외국 방송 정보 서비스 번역가인 래리 우 타이 타이 (진 우다이)는 중국 공산당의 서비스에 대한 간첩 혐의로 체포되어 기소됐다. 그는 미국 육군 장교로 중국에 주둔하면서 1944년에 모집되었고 40년 동안 발견되지 않았다. 2003년 중미 연방 수사국 (FBI)과 공화당 기금 모금인 카트리나 룽 (Katrina Leung)은 기밀 정보 복제 혐의로 석방되었지만 FBI와 중국 정부의 이중 요원으로 체포되어 기소됐다.
2012년 Lu Zhongwei MSS 차관의 행정조사가 CIA에 정보를 전달하고 있는 것으로 밝혀졌다. 루중위씨는 공식적으로 기소되지는 않았지만, 그 사건은 후진타오를 격분시켰고, 정보 전파를 강화시키고 베이징과 해외에서의 정보 활동을 증가시킨 것으로 알려졌다.
상하이 국가보안국(SSSB)은 외국 요원들을 채용하기 위한 실패와 성공적 시도에 반복적으로 관여해왔다. 2010년에 SSSB는 미국 시민 글렌 더피 슈라이버에게 CIA의 국가 비밀정보국(National Clandestine Service)에 지원하라고 지시했다. 2017년 SSSB 사례 근로자는 사법방해죄로 기소된 미 국무부의 캔디스 클라이본 직원 채용에 연루됐다.
2017년에는 고딕 팬더 또는 APT3로 알려진 사이버스파이 위협 그룹이 국가 수준의 능력을 갖추고 연구원들이 MSS를 대신하여 활동하기로 결정했다.
경제 첩보 활동은 MSS의 주요 지침이되었고 FBI는 미국에 있는 3,000 개의 회사가 MSS 활동을 지원하는 것으로 추정된다. Huawei, China Mobile, China Unicom과 같은 회사는 MSS 인텔리전스 수집 활동에 연루되어있다.
2017년, 미 국무부의 보안 담당 공무원들이 미국에 입국하여 공식적인 업무를 수행할 수 없게 되었다. 방문 기간 동안 관리들은 반체제 인사인 구오 벵구이가 중국으로 돌아오도록 설득하려고 시도했다. 구오 벵구이는 이전에 구오 eng의 아내를 미국으로 데려오는 것을 도왔던 관리들 중 한 사람, 류 옌핑에 대한 분명한 감사의 표시로 이 회의를 받아들였다. 하지만 구오 벵구이는 이 대화를 녹음했고 FBI에 경고를 보냈다. 그 후, 중국 관리들은 펜실베이니아 역에서 FBI 요원들과 마주쳤고, 중국 관리들은 처음에는 문화 담당 외교관이라고 주장했으나, 결국 보안관이라고 인정했다. 중국 관리들은 뉴욕에서의 활동에 대해 경고를 받았고 중국으로 돌아가라는 명령을 받았다. 이틀 후, 관계자들은 한국을 떠나기 전에 다시 한번 구의 아파트를 방문했다. 두 번째로 아파트에 있는 동안, 관계자들은 구의 부인의 만두를 먹었고, 구의는 침묵에 대한 관대함을 다시 거절한 후 그들을 건물 밖으로 걸어 나갔다고 전해진다. 미 연방수사국(FBI)은 두 번째 방문을 알고 있었으며, 요원들은 중국 항공편에 앞서 JFK 공항에서 비자 사기 및 강탈 혐의로 중국 보안 관계자들을 체포할 준비가 되어 있었지만, 국무부의 외교적 위기 이후 체포되지는 않았다. 그러나 FBI는 비행기가 이륙하기 전에 중국 관리들의 휴대전화를 압수했다.

## 언론보도
중국 국가안전부는 미인계(honey trap)로 유명하다. 이로 인해 자살한 일본 자위대 장교가 여러 명 있다.
2008년 고든 브라운 영국 총리 수행원이 중국 국가안전부 요원의 미인계에 넘어가 술을 마시고 하룻밤을 보냈다 다음날 아침 고급 정보가 담긴 휴대전화, 서류 등을 몽땅 분실했다.
2018년 5월, 중국 국가안전부 요원 4명이 경유 비자로 미국에 입국해, 부동산 재벌인 궈원구이 중국 정취안 홀딩스 그룹 회장의 반중활동을 중단하라고 권고했으나, 거부당했다. 궈 회장은 2013년 12월 중국 정부의 비리 수사를 피해 해외로 도주했다. 2014년 4월부터는 뇌물 혐의 등을 받아 중국 당국의 수배를 받았다. 2015년부터 미국 뉴욕 맨하튼에 거주 중이며, 2018년 5월 미국에 망명을 신청했다. 판빙빙이 중국 권력서열 2위 왕치산 부주석 등 시진핑의 핵심 측근들에게 성상납을 하면서 섹스 동영상을 촬영했으며, 자신이 그 동영상을 봤다고 주장했다.
2018년 10월 10일, 미국 FBI는 중국 국가안전부 소속 첩보원 쉬옌쥔을 산업스파이죄로 기소했다. 2013년 12월부터 2018년 4월 벨기에 당국의 체포 직전까지 세계 최고의 항공기 엔진 제조사인 제너럴일렉트릭(GE) 에이비에이션 등 복수의 우주항공기업들에서 자신의 정보원이 될 전문 인력들을 모집해 첨단기술 정보를 빼내려 한 혐의를 받고 있다. 이번 수사는 FBI 빌 프리스탭 부국장이 지휘했다. 쉬옌쥔은 중국 국가안전부 소속의 해외정보와 방첩 담당 고위관리이다.
중국 국가안전부 장쑤성지부 부국장 쉬옌쥔은 경비를 대줄 테니 중국 대학에서 강의를 해달라는 식으로 전문가들의 환심을 사 이들을 중국으로 보냈으며, 자신을 장쑤성 과학기술협회 관계자라고 소개했다. 중국 최고의 공과대학 중 하나인 난징항공항천대학 관계자들과 자주 정보를 교환했다.

## 같이 보기
- 중화인민공화국 공안부